# Département de Colón (Honduras)
Pour les articles homonymes, voir Colon.
Le département de Colón (en espagnol : Departamento de Colón) est un des 18 départements du Honduras.

## Historique
Le département a été créé en 1881, par démembrement partiel du département de Yoro et suppression du département de La Mosquitia.

## Géographie
Le département de Colón est limitrophe :
- à l'est, du département de Gracias a Dios ;
- au sud, des départements d'Olancho et de Yoro ;
- à l'ouest, du département d'Atlántida.

Le département dispose en outre d'une façade maritime, au nord, sur la mer des Antilles.
Il a une superficie de 8 874,80 km2.

## Subdivisions

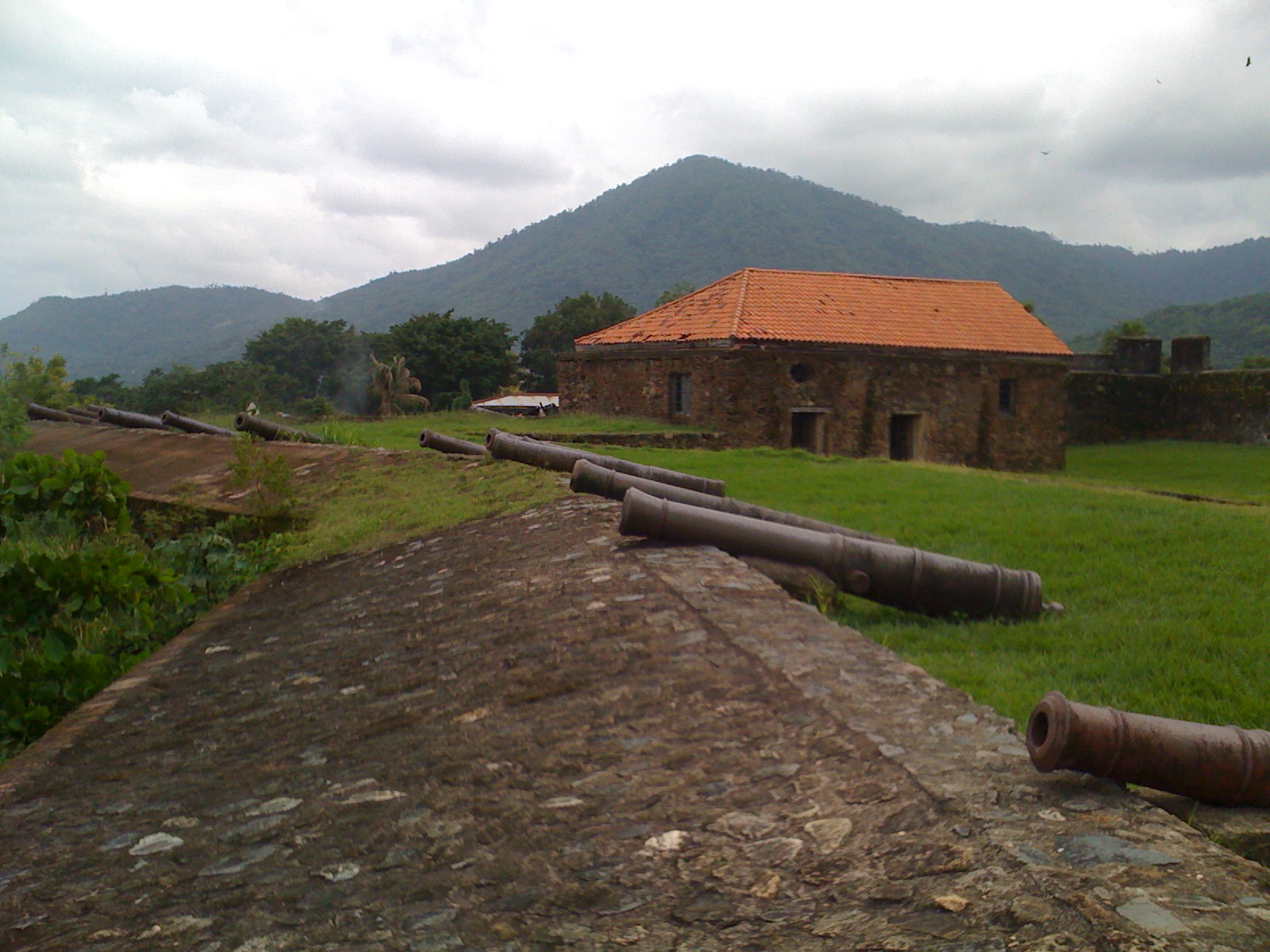
La forteresse de Santa Bárbara à Trujillo.

Le département comprend 10 municipalités :
- Balfate
- Bonito Oriental
- Iriona
- Limón
- Sabá
- Santa Fe
- Santa Rosa de Aguán
- Sonaguera
- Tocoa
- Trujillo, chef-lieu (en espagnol : cabecera)

## Démographie
La population s'élève à 309 926 habitants au recensement de 2013.
La densité de population du département est de 35 hab./km2.